# Bjuggtjärnen
Bjuggtjärnen är en sjö i Lindesbergs kommun i Västmanland och ingår i Norrströms huvudavrinningsområde. Sjön är 13,6 meter djup, har en yta på 0,05 kvadratkilometer och är belägen 279 meter över havet.